# N90 4 Beat
N90 4 Beat (Eigenschreibweise auch „N90 4.. BEAT“) ist ein lokaler privater Hörfunksender in Nürnberg. Er spielt hauptsächlich Hip-Hop- und R’n’B-Musik. für die Zielgruppe der 15- bis 35-Jährigen. Der Sender gehört zur Studio-Gong-Sendergruppe.

## Gründung
Das Programm wurde vom Medienrat der Aufsichtsbehörde BLM in seiner Sitzung am 6. Juni 2019 als einer von zwei neuen Sendern für die Aufschaltung auf den lokalen DAB-Sendeplatz genehmigt. Zusammen mit dem Sender kehrte auch das Webradio Pirate Gong in den DAB-Sendeweg zurück, der jedoch im Internet verblieb und unter dessen (geänderter) Sendelizenz Mein Lieblingsradio de facto ebenfalls neu gegründet wurde. Das Programm stellt im Versorgungsgebiet eine Neuerung dar. Die beiden Programmanbieter waren die einzigen Bewerber auf die beiden Sendeplätze. Zur Gründung wurde über eine anvisierte UKW-Verbreitung auf 90,4 MHz spekuliert, der Sendername sei aber nach Angabe des Senders lediglich ein Hinweis auf die Nürnberger Postleitzahlen 904xx.

## Programm
Die BLM hat ein 24-Stundenprogramm genehmigt mit Nachrichten und lokalen Themen aus Franken. Beide neuen Programme senden ansonsten „derzeit“ unmoderiert. Gespielt werden internationale Hip-Hop-Titel der 1980er und 1990er Jahre, sowie Musik aus den aktuellen Hip-Hop-Charts. Darunter sind Sido, die Fantastischen Vier, Snoop Dogg, Eminem und Jay-Z. Außerdem werden fränkische und nationale Newcomer gespielt. Hinzu kommt die Einbindung der Hörer über soziale Medien.

## Empfang
Das Programm wird unter dem Label „90.. 4Beat“ über den lokalen DAB+-Multiplex (Kanal 10C) mit 88 kbit/s verbreitet. Mit Sendern am Nürnberger Fernmeldeturm (6 kW) und am Dillberg (10 kW im Gleichwellenbetrieb) erstreckt sich die Inhouse-Versorgung im Wesentlichen auf das Stadtgebiet Nürnberg und Fürth, den angrenzenden Landkreis Nürnberger Land um den Sender Dillberg und Teile des Stadtgebiets Erlangen und Herzogenaurach. Hinzu kommen eine Mobile App und Livestreams auf mehreren Streaming-Plattformen, darunter über die Homepage des Senders. Geplant ist ferner die Ausweitung auf die Plattform Radioplayer.